# 登山靴

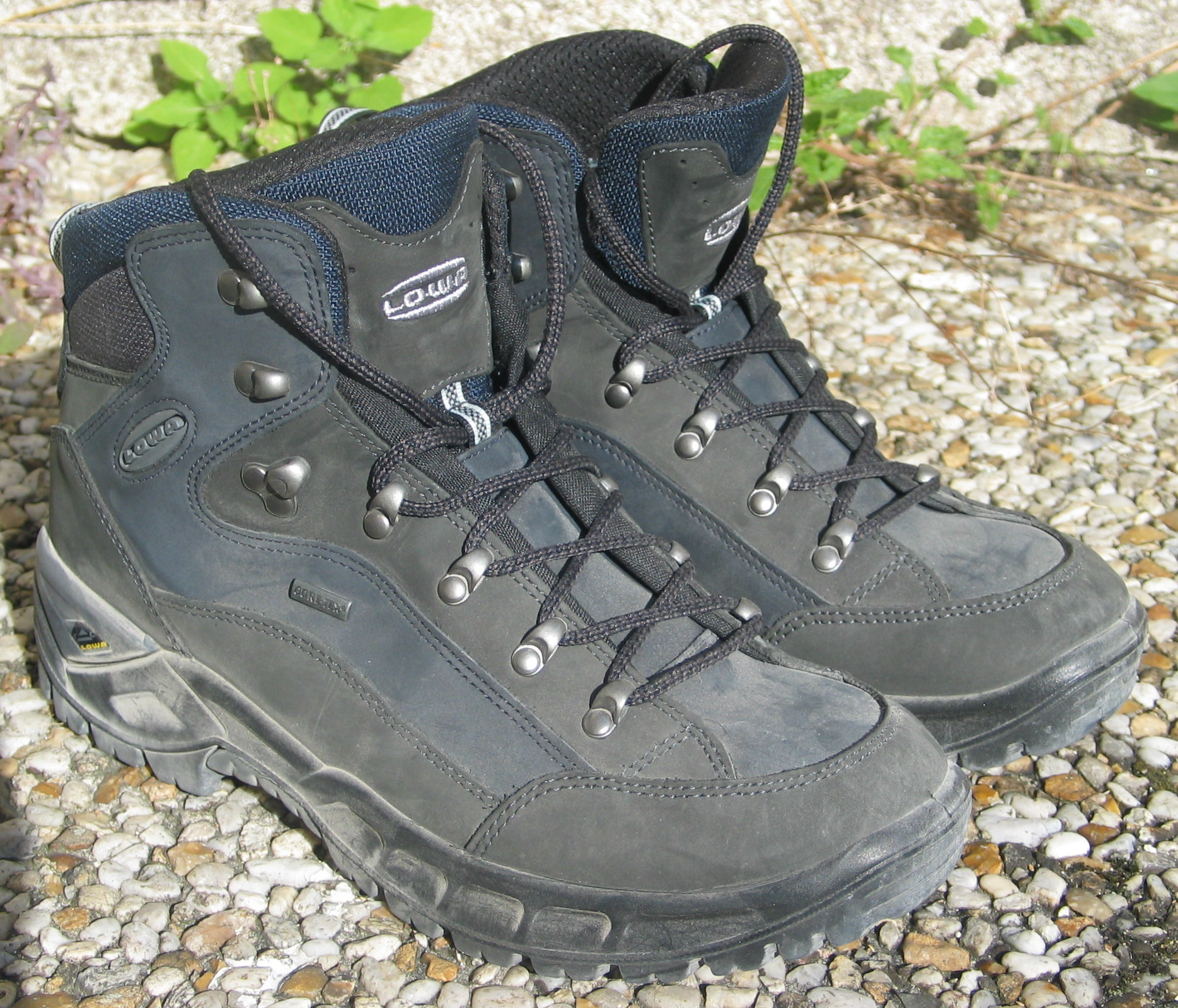
登山靴

登山靴是一種能在远足、登山和狩猎等户外徒步活动中保护背包客脚部和脚踝的鞋子。它们是徒步旅行中必不可少的物資之一，而且背包客在不受伤的情况下行進的距離可能取決於登山靴的品質。人們穿著登山靴在崎岖地形上長距離行走時至少不會感到腳痛，而普通的鞋子可能做不到這一點。